# Зонґоти
Зонґоти (пол. Zągoty) — село в Польщі, у гміні Бельськ Плоцького повіту Мазовецького воєводства.
Населення — 489 осіб (2011).
У 1975-1998 роках село належало до Плоцького воєводства.

## Демографія
Демографічна структура станом на 31 березня 2011 року:
|          | Загалом | Допрацездатний вік | Працездатний вік | Постпрацездатний вік |
| -------- | ------- | ------------------ | ---------------- | -------------------- |
| Чоловіки | 244     | 53                 | 172              | 19                   |
| Жінки    | 245     | 50                 | 146              | 49                   |
| Разом    | 489     | 103                | 318              | 68                   |